# Roden (Bajorország)
Roden település Németországban, azon belül Bajorországban. Lakosainak száma 1006 fő (2023. december 31.). Roden Steinfeld, Urspringen, Karbach, Marktheidenfeld és Neustadt am Main községekkel határos.

## Népesség
A település népessége az elmúlt években az alábbi módon változott:
| Lakosok száma | 467  | 872  | 1006 | 1004 | 998  | 987  | 986  | 968  | 1007 | 1006 |
|               | 1975 | 1987 | 2012 | 2013 | 2014 | 2016 | 2017 | 2019 | 2022 | 2023 |